# Balbec
Ne doit pas être confondu avec Baalbek.
Balbec est une ville imaginaire qui tient une place importante dans À la recherche du temps perdu de Marcel Proust.
Balbec est décrite comme une station balnéaire située en Normandie. On y compte entre autres un hôtel fréquenté par l'aristocratie, une digue à la mer et la résidence du peintre Elstir. La station se distingue de l’ancien village appelé Balbec-en-Terre ou Balbec-le-Vieux, où se situe l'église de Balbec aux motifs orientaux et au linteau bordé de myosotis que Charlus fait graver sur la reliure d'un livre qu'il offre au Narrateur.
Marcel Proust a lui-même souvent séjourné à Cabourg (Calvados), sur l’actuelle Côte Fleurie dont il s'inspire vraisemblablement dans sa description de Balbec. On y retrouve justement un hôtel nommé, comme dans le livre, Grand-Hôtel où l'on peut encore voir la chambre dans laquelle il aimait à séjourner. Le Grand Hôtel de Cabourg comporte comme celui de Balbec un restaurant dont la baie vitrée le rend visible de la promenade qui court le long de la plage et qui porte aujourd'hui le nom de l'écrivain. Il s'est également inspiré de la station balnéaire de Beg Meil (Finistère), où il a séjourné en 1895. Des descriptions inachevées de cette dernière se trouvent dans Jean Santeuil, et la topographie de la recherche, faisant passer le train de Balbec par Lamballe et Vitré, inclinent à placer Balbec en Bretagne. Cette topographie est cependant volontairement impossible à reconstituer, et place définitivement Balbec en dehors de la réalité.
Balbec, présente également une assonance notable avec Bolbec, ville normande du Pays de Caux (Seine-Maritime).
La toponymie joue un rôle important dans la Recherche et l’étymologie du toponyme est donnée dans le roman par le professeur Brichot : « [...] je demandais à Brichot s’il savait ce que signifait Balbec. « Balbec est probablement une corruption de Dalbec, me dit-il. [...]  Or donc, continua Brichot, bec en normand est ruisseau [...] C’est la forme normande du germain Bach [...] . Quant à dal reprit Brichot, c’est une forme de Thal, vallée [...]. ». Il existe effectivement un lieu-dit du Cotentin, à Brillevast du nom de Dalbec, qui est probablement l'ancien nom de la rivière de la Fontaine du Saule. Dans Noms de pays : le nom, qui forme la dernière partie de Du côté de chez Swann (le premier tome de la Recherche), le narrateur décrit en détail les rêveries qu'éveillent chez lui les noms de différentes villes, dont Balbec.
Pour Marie-Magdeleine Chirol, la ressemblance entre Balbec et la ville romaine de Baalbek va au-delà de l'homophonie. C'est une référence antique de plus qui complète celles utilisées par Proust : Rome, Athènes, Carthage. La ville balnéaire de Proust est décrite par le personnage Legrandin d'« antique » et de « géologique ». Marie-Magdeleine Chirol relève également que le Grand-Hôtel « superposé au sol antique » est qualifié de Temple-Palace (Proust) qui renvoie aux Temples-Palais de la ville romaine.

« Balbec ! La plus antique ossature géologique de notre sol, vraiment Ar-Mor, la Mer, la fin de la terre, la région maudite qu'Anatole France - un enchanteur que devrait lire notre petit ami - a si bien peinte sous ses brouillards éternels comme le pays des Cimmériens, dans l'Odyssée. De Balbec, surtout, où déjà des hôtels se construisent, superposés au sol antique et charmant qu'ils n'altèrent pas, quel délice d'excursionner à deux pas dans ces régions primitives et si belles ! »

— Marcel Proust, Du côté de chez Swann